# Dalai Lama
Dalai Lama (tibetisch ཏཱ་ལའི་བླ་མ་, Wylie: ta la'i bla ma; häufig mit „ozeangleicher Lehrer“ übersetzt) ist der Titel des höchsten Trülku innerhalb der Hierarchie der Gelug-Schule des tibetischen Buddhismus. Er wurde erstmals 1578 als Ehrentitel vom mongolischen Fürsten Altan Khan an seinen spirituellen Lehrer Sönam Gyatsho verliehen. Die formelle Bezeichnung lautet Seine Heiligkeit, die direkte Anrede Eure Heiligkeit.
Der gegenwärtige 14. Dalai Lama ist der buddhistische Mönch Tenzin Gyatso.

## Stellung

### Allgemeines
Der Dalai Lama wird im tibetischen Buddhismus als Bodhisattva verstanden, als erleuchtetes Wesen, das aus Mitgefühl reinkarnierte, das heißt: bewusst wieder in – beispielsweise – die menschliche Existenz eintrat. Obwohl Erleuchtete den Kreislauf der Wiedergeburt verlassen können, geloben Bodhisattvas, ihre Wiedergeburt freiwillig auf sich zu nehmen, um das Leid anderer fühlender Wesen zu mindern (Bodhisattva-Gelübde).
Dalai Lamas gelten als Emanationen Avalokiteshvaras (tibetisch སྤྱན་རས་གཟིགས; spyan ras gzigs; Chenresig), des Bodhisattva des Mitgefühls, der auf der Erde als Mensch auftritt (siehe dazu auch: Nirmāṇakāya).
Der Dalai Lama ist – entgegen einem weitverbreiteten Missverständnis – nicht das spirituelle Oberhaupt der Gelug-Schule, diese Stellung hat der Ganden Thripa inne.

### Auffindung
Ein Dalai Lama gilt gemäß tibetischer Tradition als Trülku (tibetisch: སྤྲུལ་སྐུ; sprul sku, hochrangiger „Wiedergeborener“, konkret als Reinkarnation Avalokiteshvaras).
Von den Gläubigen wird angenommen, dass nach dem Tod eines Dalai Lama seine Wiedergeburt aufgefunden werden könne. Hierfür werden von der Ordensführung häufig mehrere Findungskommissionen autorisiert, die aus hochrangigen Mönchen bestehen. Der vierzehnte Dalai Lama wurde nach einer Vision des Regenten Jampel Yeshe Gyeltshen am Lhamo Lhatso und anderen Vorzeichen durch eine von drei Kommissionen gefunden und erkannt.
Nachdem die Entscheidung für einen der Kandidaten gefallen ist, wird das Kind offiziell zur Reinkarnation des vorherigen Dalai Lama erklärt. Es erhält traditionell eine klösterliche Ausbildung in tibetischem Buddhismus, in tibetischer Kultur, Sprache, Schrift, Kalligrafie und Allgemeinwissen. Bei dieser Ausbildung spielte auch der Penchen Lama eine Rolle, der seit der Zeit des Lobsang Chökyi Gyeltshen zum Dalai Lama in einem Lehrer-Schüler-Verhältnis der Gelug-Schule stand.

## Geschichte

### Mongolischer Ursprung

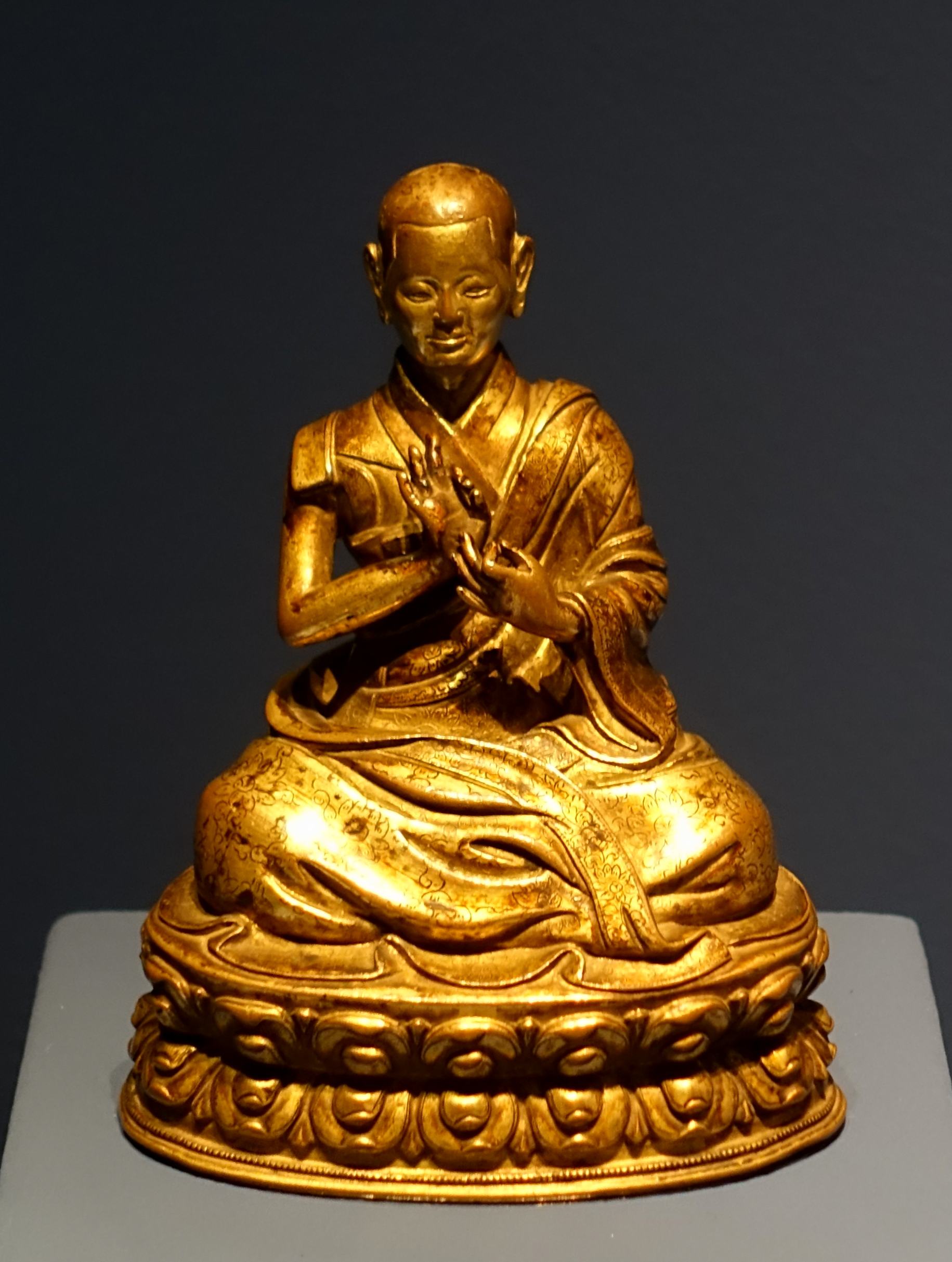
Bronzestatue von Sönam Gyatsho

Der Ehrentitel Dalai Lama (mongolischᠳᠠᠯᠠᠶ, Dalai, für tibetisch རྒྱ་མཚོ Gyatso, beides „Ozean“) wurde erstmals im Jahre 1578 an Sönam Gyatsho verliehen, als er sich auf Einladung des Fürsten der Tümed-Mongolen Altan Khan zu einer Missionsreise für einige Monate an dessen Hof begab. Er revanchierte sich und verlieh seinerseits dem Mongolenfürsten einen Ehrentitel. Auf diese Weise unterstellte er das Reich Altan Khans seinem geistlichen Schutz und sicherte sich im Gegenzug dessen Unterstützung im Kampf seines Ordens um die Vorherrschaft gegen die rivalisierenden lamaistischen Schulen. Da die beiden Vorgänger Sönam Gyatshos nachträglich als Dalai Lama anerkannt wurden, zählt er selbst als der 3. Dalai Lama nach dem buddhistischen Abt Gendün Drub (1391–1475) und Gendün Gyatsho (1475–1542).

### Ausüben staatlicher Hoheitsgewalt
Als der westmongolische Fürst Gushri Khan, der sich als Schutzherr des Dalai Lama sah (damals Ngawang Lobsang Gyatsho, der 5. Dalai Lama), in einem mehrjährigen Krieg Zentraltibet eroberte und am 7. Februar 1642 nach Einnahme der Stadt Shigatse den letzten König von Tsang, Tenkyong Wangpo (1606–1642), gefangen nahm, proklamierte er sich zunächst selbst zum Herrscher über Tibet. Am 3. Mai 1642 erklärte er in einer feierlichen Zeremonie den Dalai Lama zur obersten Autorität ganz Tibets, „von Dajianlu (siehe auch Kardze) im Osten bis nach Ladakh im Westen“. Die politische Gewalt der Regierung Ganden Phodrang (tibetisch: དགའ་ལྡན་ཕོ་བྲང; dga' ldan pho brang) sollte von einem „Desi“ (tibetisch: སྡེ་སྲིད; sde srid; Regenten) ausgeübt werden, der mit den Befugnissen eines Premierministers ausgestattet war.

### Folgen der ersten Vakanz
Als der 5. Dalai Lama am 2. April 1682 starb, entstand für die Regierung Tibets eine schwierige Lage. Sie musste sich auf die Suche nach seiner Reinkarnation, einem neugeborenen Kind, machen, musste diesem Kind eine erstklassige Erziehung und Ausbildung angedeihen lassen und auf seine Volljährigkeit warten, bis es als 6. Dalai Lama seine Herrschaft über das Land antreten konnte. So lange, eine ganze Generation lang, mussten Tibet und seine Regierung ohne Staatsoberhaupt auskommen. Man durfte annehmen, dass benachbarte Völker, aber auch Kräfte im Inneren diese Zeit eines gewissen Machtvakuums zu ihrem Vorteil und zum Nachteil Tibets nutzen würden. Um dem vorzubeugen, habe der 5. Dalai Lama den Desi Sanggye Gyatsho (1653–1705) noch auf dem Sterbelager instruiert, seinen Tod geheim zu halten, bis die Arbeiten am Potala-Palast vollendet waren. Das geschah offenbar mit Billigung und Unterstützung aller wichtigen Hofbeamten und Geistlichen. Um den Anschein aufrechtzuerhalten, musste von Zeit zu Zeit ein öffentlicher Auftritt oder eine Audienz für mongolische Würdenträger inszeniert werden. Je nachdem wurde mitunter seine Zeremonialrobe in der Audienzhalle auf den Thron gesetzt oder ein geeigneter Mönch musste den Souverän doubeln. Auch die Ausbildung des 6. Dalai Lama litt unter der Notwendigkeit zur Geheimhaltung. Nur Geheimnisträger durften wissen, wer er war. Erst 1696, ein Jahr nach der Vollendung des Potala-Palastes, gab der Desi bekannt, dass der Dalai Lama schon 1682 verstorben sei, und präsentierte einen 13-jährigen Jungen als seine Reinkarnation. Sowohl die verbündeten Mongolen als auch der chinesische Kaiser (Kangxi), der den Dalai Lama und seine Lehre zu schätzen wusste, die tibetische Politik der letzten Jahre aber als chinafeindlich erlebte, fühlten sich hintergangen. Das Vertrauen in die Institution des Dalai Lama wurde schwer erschüttert.
Der Versuch, den Tod eines Dalai Lama geheim zu halten, wurde nach diesen Erfahrungen nicht mehr unternommen. Allerdings wurde es in den folgenden zwei Jahrhunderten Normalzustand, wie ein Blick in die nachstehende Liste zeigt, dass in Tibet die Staatsgeschäfte von Regenten geführt wurden, solange der jeweilige Dalai Lama noch minderjährig war. Viele von ihnen starben in jungen Jahren.

### Wirren um den 6. Dalai Lama
Berichtenswert sind die Wirren, die zunächst zur Absetzung des 6. Dalai Lama Tshangyang Gyatsho führten und im weiteren Verlauf dazu, dass Tibet dauerhaft unter chinesischen Einfluss kam.
Seit dem geheim gehaltenen Tod des 5. Dalai Lama und auch nach der Inthronisierung von Tshangyang Gyatsho betrieb der Desi tibetische Machtpolitik, indem er verschiedene mongolische Stämme gegeneinander und gegen China ausspielte. Zu seinem Unglück wurde 1696 der mongolische Stamm der Dsungaren, auf den er sich stützte, von den Truppen des chinesischen Kaisers entscheidend besiegt. In der Folge spielten die Chinesen wiederum andere mongolische Stämme gegen den Desi aus. Angesichts der gerade eben enthüllten Täuschungsmanöver im Zusammenhang mit dem Tod des 5. Dalai Lama fiel das nicht schwer.
Der 6. Dalai Lama wurde den in ihn gesetzten religiösen Erwartungen nicht gerecht. Er pflegte einen sehr freizügigen Lebenswandel. Als der Desi versuchte, den Freund Tshangyang Gyatshos zu ermorden, der ihn bei seinen Ausschweifungen begleitete, führte dies zum Bruch mit dem Regenten und letztlich dazu, dass er sich im Kloster Trashilhünpo 1702 durch den 5. Penchen Lama Lobsang Yeshe von allen Gelübden entbinden und in den Laienstand zurückversetzen ließ. Die Würde des Dalai Lama verblieb ihm. Wenn auch die Geistlichkeit mit ihm unzufrieden war, so wurde er doch beim einfachen Volk mit jeder weiteren Eskapade nur noch populärer. Die Spannungen mit den religiös auf den Dalai Lama ausgerichteten Mongolen, die die Zustände an seinem Hof als unwürdig ansahen, wuchsen nach der Laisierung des Dalai Lama dramatisch. Sie führten zum Rücktritt des Desi und schließlich, als er im Hintergrund weiterhin die Fäden zog, zu seiner Enthauptung und zur Besetzung Tibets durch die mit dem Kaiser verbündeten mongolischen Stämme im Jahre 1705. Der Dalai Lama war sowohl für den Kaiser als auch die Mongolen unantastbar, und dennoch war er ihnen im Weg. Sie ließen verbreiten, er sei nicht die wirkliche Reinkarnation und habe die Stellung des Dalai Lama zu Unrecht usurpiert. Um ihn zu stürzen, setzte man den Hebel jedoch nicht bei seinem leichtfertigen Lebenswandel an, sondern bezichtigte ihn der Häresie. Er gefährde die Lehre der herrschenden Gelug-Schule. Im Juni 1706 ließ der Khan ihn aus dem Potala-Palast holen und erklärte ihn förmlich für abgesetzt. Mit einem Sondergesandten des Kaisers wurde er auf den Weg zum kaiserlichen Hof nach Peking gebracht. Er starb unterwegs am 14. November 1706.
Seit 1706 fungierte der Mongole Labsang Khan offiziell als Regent in Lhasa und erklärte, da der Dalai Lama nicht echt gewesen sei, müsse der echte erst noch gefunden werden. Im Jahr darauf präsentierte er einen 1686 geborenen Mönch, der vom 5. Penchen Lama unter dem Namen Yeshe Gyatsho als 7. Dalai Lama inthronisiert wurde. An dessen Echtheit kamen jedoch bald Zweifel auf. Dennoch wurde dieser Dalai Lama 1710 auch vom Kaiser offiziell anerkannt. Er befahl allen Tibetern, Labsang Khan und dem Dalai Lama zu gehorchen. Als Gegenleistung verpflichtete sich der Khan zu jährlichem Tribut.
Ein neuer Konflikt brach aus, als bekannt wurde, dass in Osttibet, in der Gegend von Lithang (Kham), eine Inkarnation Tshangyang Gyatshos gefunden wurde. Nach Anerkennung durch die Mönche von Lithang als 7. Dalai Lama wuchs der Zuspruch, den das Kind fand, weiter, so dass es 1714 vor dem Zugriff des Khans, der sich weiter auf Yeshe Gyatsho stützte, nach Osten in das Kloster Dêgê in Sicherheit gebracht wurde. Der Kaiser wurde mit der verworrenen Lage befasst. Er entschied schließlich, dass der Junge im August 1716 in das große Kloster Kumbum gebracht wurde.
1717 nutzte der Dsungaren-Herrscher Tsewangrabtan die Chance, Labsang Khan und die mit dem Kaiser verbündeten Mongolenstämme aus Tibet zu verdrängen. Er rückte mit einem starken Heer nach Tibet ein, gab gegenüber Labsang Khan vor, er komme als Verbündeter im Krieg gegen Bhutan, verbreitete gegenüber den Tibetern jedoch während des Marsches, er kämpfe nur für die Einsetzung des rechtmäßigen, des 7. Dalai Lama. Damit zog er viele Tibeter auf seine Seite. Doch der von den Dsungaren zum Kloster Kumbum entsandte Trupp, der den 7. Dalai Lama holen sollte, wurde vernichtend geschlagen. Gleichwohl wurde Lhasa noch vor Jahresende erobert, wobei Labsang Khan im Kampf fiel. Der von ihm protegierte Dalai Lama Yeshe Gyatsho wurde abgesetzt und später nach China deportiert. Da in Teilen Tibets noch Gefolgsleute Labsang Khans herrschten, war die Einheit des Landes zerfallen. Es machte sich Enttäuschung breit, dass der 7. Dalai Lama entgegen den Versprechungen nicht aus Kumbum befreit worden war, und die Dsungaren konnten sich nur mit einer Gewaltherrschaft in Lhasa halten.

### Unterordnung unter das kaiserliche China
Der Kaiser entsandte ein starkes Heer nach Tibet. Dieses geleitete den 12-jährigen 7. Dalai Lama Kelsang Gyatsho am 16. Oktober 1720 nach Lhasa. Am 24. April 1721 überbrachte eine Gesandtschaft des Kaisers die offizielle Anerkennung des Dalai Lama und ließ bei dieser Gelegenheit das große Staatssiegel überreichen, auf dem dreisprachig in Mandschu, Mongolisch und Tibetisch zu lesen war: „Siegel des Sechsten“ (!) „Dalai Lama, Führer der Lebewesen, Verbreiter der Lehre“. Als Regierungsinstanz schafften sie das Amt des Desi ab und errichteten einen Ministerrat (tib.: བཀའ་ཤག;bka' shag; Kashag). Der Vorsitzende und sein Stellvertreter wurden vom Kaiser berufen. Nunmehr stand Tibet unter der direkten Oberhoheit des Kaiserreiches. Zwar zog die kaiserliche Armee bald ab, jedoch blieb eine Garnison von 3000 Mann in Lhasa zurück.
Als 1727 der Vorsitzende des Ministerrates von den Ministern (tib.: བཀའ་བློན; bka' blon; Kalön) ermordet wurde und sein Stellvertreter ihnen entkam, brachen neue Unruhen aus. Wiederum schickte der Kaiser (Yongzheng) eine Armee und stellte Ruhe und Ordnung wieder her. In einem Schauprozess ließ der Kaiser die Verschwörer, zu denen auch der Vater des Dalai Lama zählte, verurteilen. Der Dalai Lama wurde mit seinem Vater für sieben Jahre nach Garthar nahe ihrer Heimat Lithang verbannt. Um neuen Unruhen vorzubeugen, stärkte der Kaiser die Position des Vorsitzenden des Ministerrates (Premierminister), zu dem der bisherige Stellvertreter ernannt wurde. Allerdings wurden ihm zwei Ambane zur Seite gestellt, chinesische Residenten, die direkt dem Kaiser unterstellt waren. Auf Geheiß des Kaisers wurde der 7. Dalai Lama nach Ablauf der Verbannung von einer chinesischen Eskorte nach Lhasa gebracht und konnte am 3. September 1735 wieder in den Potala-Palast einziehen. Seine Befugnisse blieben auf den geistlichen Bereich beschränkt.
Der Premierminister starb am 12. März 1747. Sein Sohn beerbte ihn in diesem Amt, begann aber bald, gegen Peking zu konspirieren, nahm insgeheim Kontakte zu den Dsungaren auf und wurde daraufhin am 11. November 1750 von den Ambanen erstochen, die wiederum vom wütenden Mob ermordet wurden. In den danach ausbrechenden Unruhen übernahm der Dalai Lama die Position der Ambane und erklärte, sie hätten recht gehandelt. Er ernannte einen neuen Premier und kerkerte den Anführer der Unruhen ein. Anschließend berichtete er dem Kaiser über die Ereignisse. Dieser übertrug dem Dalai Lama am 7. Februar 1751 neben der geistlichen auch wieder die politische Herrschaft über Tibet. Als Regierungsorgan wurde ihm der vierköpfige Kashag unterstellt. Die Stellung der kaiserlichen Ambane wurde weiter gestärkt. Sie konnten direkt in die tibetische Politik eingreifen, da wichtige Entscheidungen von ihrer Zustimmung abhingen.
Unmittelbar nach dem Tod des 7. Dalai Lama am 22. März 1757 beschlossen der Kashag und andere hohe Würdenträger, einen Gyeltshab (tib.: རྒྱལ་ཚབ; rgyal tshab) als Regenten zu ernennen, der die weltliche Herrschaft ausüben sollte, bis der 8. Dalai Lama aufgefunden wäre und die Volljährigkeit erreicht hätte. Der so ernannte Regent wurde vom Kaiser bestätigt. Als der 8. Dalai Lama Jampel Gyatsho volljährig wurde, dankte der Gyeltshab ab und übergab ihm mit den kaiserlichen Siegeln am 21. Juli 1781 die weltliche Macht. Allerdings bewies der Dalai Lama 1788 beim erfolgreichen Einfall der Gurkhas, die in Nepal die Herrschaft erlangt hatten, so wenig Geschick, dass der Kaiser ihm die Regierungsbefugnisse entzog und wieder einen Regenten ernannte. Die militärische Situation bereinigte der Kaiser mit einem Feldzug.

### Goldene Urne und niedrige Lebenserwartung
Im kaiserlichen Palast wurde der Verdacht gehegt, dass das Findungs-Ritual der großen Inkarnationen, besonders des Dalai Lama und des Penchen Lama, von Missbrauch bedroht war. So ordnete der Kaiser an, dass das tibetische Staatsorakel des Klosters Nechung zu allen in Betracht gezogenen Knaben zu befragen sei. Unter Aufsicht eines kaiserlichen Ambans sollte das Orakel drei Jungen auswählen. Die Auswahl aus diesen drei Namen sollte der Regent in Anwesenheit des Ambans durch Ziehung von Losen aus einer Goldenen Urne treffen. Ferner wurde jenen, denen das Recht zustand, den Ort einer Reinkarnation bekannt zu geben, verboten, auf Kinder aus der nächsten Verwandtschaft des Verstorbenen, eines mongolischen Khans, von hoch stehenden Fürsten, Adligen oder militärischen Oberbefehlshabern hinzuweisen. In der Folgezeit gab es immer wieder Versuche, diese ungeliebten kaiserlichen Regeln, besonders das Losverfahren, zu umgehen, jedoch ließ der kaiserliche Hof nicht davon ab und rügte alle Verstöße. Mit List oder Glück wurde jedoch im Losverfahren immer ein Dalai Lama bestimmt, den auch das althergebrachte Ritual identifiziert hätte. Dadurch, dass der 9. bis 12. Dalai Lama, teilweise unter nie geklärten Umständen, in noch jugendlichem Alter starben, gab es genug Gelegenheit, die Goldene Urne anzuwenden. Auch wenn ihnen teilweise noch kurz vor ihrem Tod die Regierung übertragen wurde, kann man doch sagen, dass Tibet ab 1788 für mehr als hundert Jahre nur von Regenten geführt wurde.

### Schwinden kaiserlicher Macht in Tibet
Erst dem 13. Dalai Lama Thubten Gyatsho sollte es in der Zeit vom 26. September 1895 bis zum 17. Dezember 1933 wieder vergönnt sein, die weltliche Macht in Tibet auszuüben. Vor seiner Amtsübernahme stürzten die großen Lamas und der Kashag den Regenten, dessen Kaisertreue zuletzt die wichtigste Stütze kaiserlicher Macht in Tibet war.
Seit dem Feldzug gegen die nepalesischen Gurkhas 1792 war der Kaiser nicht mehr in der Lage gewesen, Tibet tatkräftig gegen Bedrohungen von außen zu schützen. Das Reich der Mitte verfiel von einem Schwächezustand in den nächsten, nach dem 1. Opiumkrieg gegen die Briten (1839–1842) kam die Taiping-Rebellion und eine britisch-französische Militärexpedition (1851–1864) und dann der Japanisch-Chinesische Krieg (1894–1895). In dieser Zeit ereignete sich in Tibet vieles: Es brachen Unruhen aus, die mit Zugeständnissen Pekings beendet wurden, namentlich mit einer starken Reduzierung der kaiserlichen Garnison (1806), die Sikh eroberten das buddhistische Fürstentum Ladakh und fielen in Tibet ein (1834–1842), eine Invasion der nepalesischen Gurkhas konnte nicht zurückgeschlagen werden (1854–1856), in Osttibet lösten Unruhen eine Fluchtbewegung nach Zentraltibet aus (1863), es gab einen Grenzkonflikt mit britisch-indischen Gurkhatruppen (1888–1890).

### Zunahme des russischen Einflusses
Die Mächtigen in Tibet stellten sich, wie auch die in anderen Randprovinzen des Reiches, in dieser Situation die Frage nach einer besseren Schutzmacht. Besonders das Britische Empire vom indischen Subkontinent aus und das damalige russische Zarenreich von Norden her waren an Zentralasien interessiert.
Im russischen Vielvölkerstaat lebten auch zahlreiche Anhänger des Vajrayana-Buddhismus. Für sie war es nicht ungewöhnlich, nach Lhasa als ihrem religiösen Zentrum zu pilgern, um sich dort nach entsprechender Vorbereitung als Mönch weihen zu lassen. Für Zar Alexander III. wiederum war es von Interesse, Einfluss auf den Dalai Lama als den religiösen Führer vieler seiner Untertanen zu erlangen. Es ergab sich, dass ein burjät-mongolischer Mönch aus dem Transbaikalgebiet mit Namen Ngawang Dorje (Agvan Dorzhiev) 1888 nach Lhasa pilgerte, um im Kloster Drepung zu studieren. Er avancierte zu einem der Hilfstutoren des jungen 13. Dalai Lama Thubten Gyatsho und fungierte ab 1897 inoffiziell als Sekretär für auswärtige Angelegenheiten. Im Jahr 1900 – der kaiserliche Hof in Peking war gerade mit dem Boxeraufstand beschäftigt – entsandte ihn Thubten Gyatsho nach Russland, um dem Zaren ein Schreiben zu überbringen. Zar Nikolaus II. empfing Ngawang Dorje in Jalta.

### Auswirkung britischer Gegenmaßnahmen
Lord George Curzon, der britische Vizekönig von Indien, versuchte mit diplomatischen Mitteln, den russischen Einfluss auf Tibet einzudämmen. Er sandte 1900 einen Brief an den 13. Dalai Lama, dessen Annahme dieser mit der Begründung verweigerte, er dürfe die Ambane nicht übergehen. Auch einen zweiten Brief 1901 ließ er mit der gleichen Begründung ungeöffnet zurückgehen. Im Juni 1901 traf schließlich eine tibetische Gesandtschaft unter der Führung Dorzhejevs in Sankt Petersburg bei Zar Nikolaus II. mit Briefen und Geschenken des Dalai Lama ein. Einigkeit entstand hinsichtlich des Ziels, Tibet dem russischen Reich anzugliedern.
1902 drohte Lord Curzon nach seinen diplomatischen Fehlschlägen mit der Besetzung des für den Handel wichtigen Chumbi-Tales an der Grenze zu Sikkim. Im Juni 1903 begannen im tibetischen Grenzort Khampadzong tibetisch-britische Verhandlungen, die aber von tibetischer Seite bald abgebrochen wurden. Die britische Seite wollte die Fortführung der Verhandlungen ab November 1903 mit einem Tibetfeldzug unter Francis Younghusband erzwingen und rückte etappenweise gegen Lhasa vor. Da Russland ab Februar 1904 durch den Russisch-Japanischen Krieg militärisch gebunden war, war es außerstande, seine geplante Rolle als neue Schutzmacht Tibets wahrzunehmen. Als die Militärexpedition am 29. Juli 1904 den Tsangpo erreichte, erkannte der Dalai Lama den Ernst der Lage, aber Younghusband lehnte Verhandlungen jetzt ab. Daraufhin verließ Thubten Gyatsho am nächsten Morgen Lhasa und floh mit großem Gefolge in die Äußere Mongolei.
Nach der Besetzung von Lhasa am 3. August 1904 begannen Verhandlungen der Briten mit dem Amban und dem vom Dalai Lama vor der Flucht ernannten Regenten. Im Vertrag vom 7. September 1904 wurde zunächst geklärt, dass Tibet weiterhin unter der Oberhoheit des Kaiserreiches stehe und keine eigenständigen Beziehungen mit fremden Staaten anknüpfen dürfe. Lediglich den britischen Handelsinteressen wurde Rechnung getragen. Noch im September erfolgte der Rückzug der Briten. Die Integration von Tibet in das britische Weltreich war gescheitert. Zudem wies die Kaiserinwitwe Cixi (Tzu-Hsi) den Amban an, den ausgehandelten Vertrag nicht zu unterschreiben.

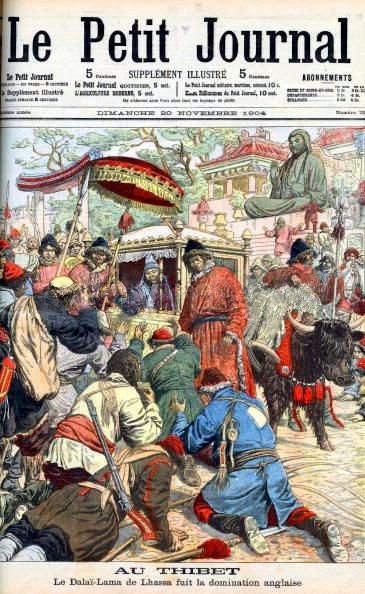
Der 13. Dalai Lama verlässt Lhasa (November 1904)

Noch in Anwesenheit der Briten musste der Amban am 13. September 1904 ein kaiserliches Dekret über die Absetzung von Thubten Gyatsho und die vorläufige Abschaffung der Würde des Dalai Lama verkünden. Die Tibeter jedoch ignorierten diese Absetzung, und auch die chinesischen Behörden empfingen den Dalai Lama im November 1904 mit allen Ehren in Urga. Um ihn zu sehen, strömten während seines Aufenthalts in der Mongolei auch große Pilgerscharen aus dem Russischen Reich herbei. Im Frühjahr 1905 ließ er abermals eine Gesandtschaft nach Sankt Petersburg an den Hof des Zaren reisen.
Obwohl ihn chinesische Behörden dazu drängten, nach Tibet zurückzukehren, hatte er damit keine Eile. Bis 1908 blieb er im Norden, weil die schwere Niederlage des Russischen Reiches gegen Japan und die Wirren der anschließenden Russischen Revolution ihn beunruhigten.

### Erneut wachsender chinesischer Machtanspruch auf Tibet
Die Schwächung Russlands gab der Politik des Kaiserreichs China in Tibet wieder Auftrieb. Der Vertrag von Lhasa wurde noch im April 1906 von der chinesischen Regierung bestätigt, die anstelle der Tibeter für die Kriegsentschädigung an das britische Empire aufkam. Damit gab die chinesische Regierung unmissverständlich ihren unveränderten Hoheitsanspruch über Tibet zu verstehen. Großbritannien und Russland verständigten sich am 31. August 1907 im Vertrag von Sankt Petersburg über ihre Interessensphären in Zentralasien und beendeten die Konfrontation. Sie vereinbarten, dass Tibet zur britischen, die Mongolei und Turkestan zur russischen Einflusssphäre gehören sollten.
Die Kaiserinwitwe Cixi sah nun den Zeitpunkt gekommen, den Dalai Lama nach Peking einzuladen. Gegen den dringenden Rat Großbritanniens und Russlands entschloss sich der 13. Dalai Lama, mit Blick auf die geänderten Machtverhältnisse, dieser Einladung Folge zu leisten, wenn auch ganz ohne Eile. Ganze fünf Monate hielt er sich zum Gebet und zur Meditation am Wutai Shan auf, empfing dort aber auch Diplomaten aus aller Welt. Nach wiederholten Aufforderungen aus Peking reiste er schließlich weiter und wurde Ende September 1908 in Peking mit protokollarischen Ehren, jedoch nicht wie das Oberhaupt eines souveränen Staates empfangen. Bei der kaiserlichen Audienz sollte er vielmehr als Vasall des Kaiserreichs China den als Unterwerfungsgeste üblichen Kotau vollziehen. Da er diesen verweigerte, musste vor der Audienz erst ein Kompromiss gefunden werden. Es wurde vereinbart, er solle sich zur Begrüßung nur auf ein Knie niederlassen und zudem den Boden nur leicht mit der rechten Hand berühren. Jetzt stand der Audienz am 14. Oktober nichts mehr im Wege.
Am 3. November 1908 erließ die Kaiserinwitwe Cixi ein Edikt, in dem die Verleihung eines neuen Titels an den Dalai Lama vorgesehen war, der an Stelle des an den 5. Dalai Lama Ngawang Lobsang Gyatsho verliehenen Titels treten und die gehorsame Unterordnung des Dalai Lama unter den Kaiser festschreiben sollte: „Aufrichtig gehorsamer, durch Wiederverkörperung hilfreicher, hervorragender, aus sich selbst existierender Buddha des Westens“. Der Titel sollte mit einer jährlichen Zuwendung des Sichuan-Schatzamtes verbunden sein und den Dalai Lama dazu verpflichten, in Tibet den Gesetzen des Reiches in gebührender Weise Geltung zu verschaffen. Ihm blieb kein Weg, der Verleihung des Titels auszuweichen, und so begnügte er sich damit, gegen das in dem Edikt enthaltene Verbot zu protestieren, sich unmittelbar unter Umgehung der Ambane an den Kaiser wenden zu dürfen.
Die Planungen für den feierlichen Staatsakt zur Verleihung des Titels mussten durch den Tod des Kaisers Guangxu am 14. November 1908 und den der Kaiserinwitwe am Tag danach geändert werden. Ohne Entscheidung über seinen Protest wurde der Dalai Lama ersucht, nach Tibet zurückzukehren. Unterwegs im Kumbum-Kloster werde man ihm den neuen Titel verleihen. Vor seiner Abreise bekundeten Vertreter der kaiserlichen Regierung ihm gegenüber die Absicht, Tibet in eine chinesische Provinz umzuwandeln, mehr Beamte und Soldaten dorthin zu schicken und Volksschulen mit obligatorischem Unterricht in chinesischer Sprache einzurichten.
Am 4. März 1909 fand im Kumbum-Kloster die Verleihung des kaiserlichen Titels an den Dalai Lama statt. Danach hatte er ersichtlich keine Eile mit der Weiterreise. Erst im Herbst 1909 brach er nach Lhasa auf. Im Dezember 1909 traf er dort ein.
Bald nach der Flucht des Dalai Lama im Jahre 1904 kamen aus Tibet beunruhigende Nachrichten über das chinesische Vorgehen. 1905 hatte der Versuch eines Ambans, in Osttibet in die Autonomie der Klöster einzugreifen und aus dem Kloster Bathang die meisten Mönche zu vertreiben, zu blutigen Unruhen geführt. Im Jahr 1906 ließ der General Zhao Erfeng Truppen gegen weitere Klöster marschieren, plünderte sie, schlachtete Mönche teilweise regelrecht ab und wurde so zum meistgehassten Mann in Tibet. 1907 besetzte er das südliche Kham militärisch und requirierte von der dortigen Bevölkerung entschädigungslos den Großteil der Getreidevorräte. 1908 verstärkte er seine Truppen und schickte sich zum Einmarsch in Zentraltibet an. Ein Protest der tibetischen Regierung gegen das militärische Vorgehen scheiterte an der Weigerung des Ambans, den Protest an die kaiserliche Regierung weiterzuleiten. Vielmehr wurden die Truppen verstärkt und rückten auf Lhasa vor. Der Einmarsch in die Stadt am 12. Februar 1910 glich einem feindlichen Sturmangriff. Polizeieinheiten und Regierungsgebäude wurden beschossen.
Der Dalai Lama verließ die Hauptstadt nur zwei Monate nach seiner Rückkehr fluchtartig in Richtung Sikkim, wo er am 21. Februar 1910 eintraf. Am 25. Februar 1910 erklärte die chinesische Regierung ihn für abgesetzt. Er richtete ein Hilfeersuchen an die britische Regierung und traf im März 1910 in Kalkutta mit dem Vizekönig von Indien Lord Minto zusammen. Diplomatische Interventionen der britischen und der russischen Regierung zugunsten eines Rückzuges der chinesischen Truppen blieben ergebnislos.
Nach Ausbruch der Chinesischen Revolution im Oktober 1911 wurden die Soldaten jedoch sehr schnell abgezogen. Im Frühjahr 1912 gab es nur noch eine kleine chinesische Garnison in Lhasa. Am 12. Juni 1912 kehrte der Dalai Lama aus Indien zurück und hielt feierlich Einzug in Lhasa.

### Unabhängigkeitserklärung und Modernisierung

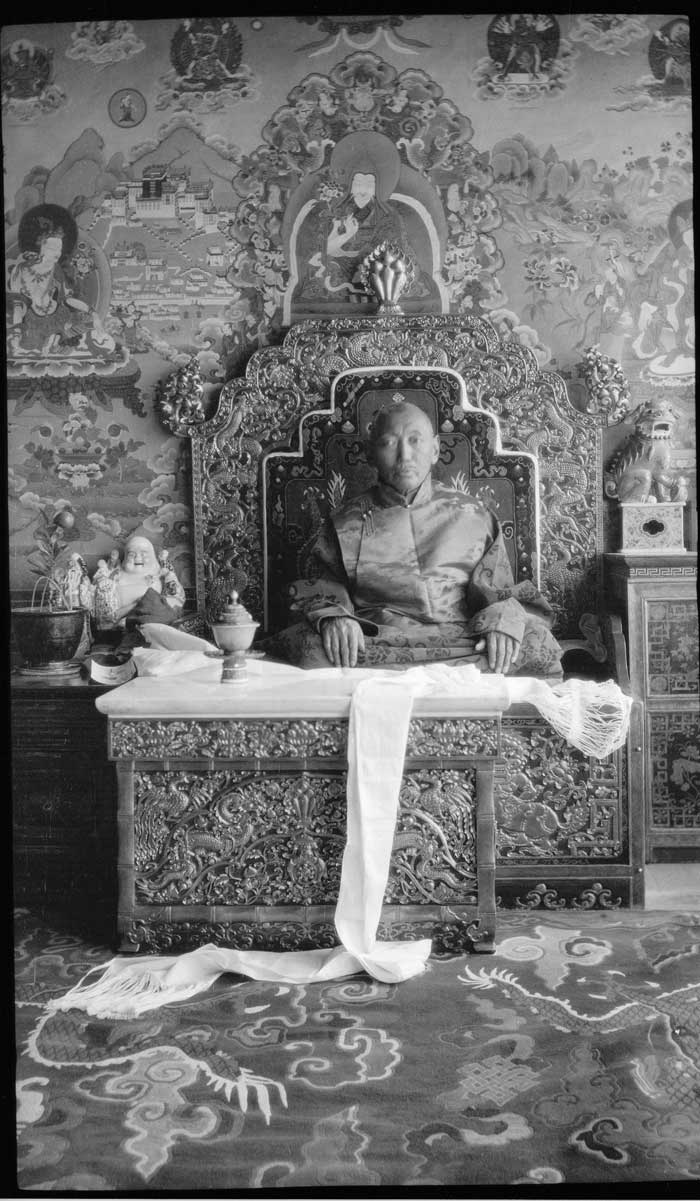
Der 13. Dalai Lama auf einem Thron im Norbulingka (um 1932)

Drei Wochen nach seiner Ankunft ließ Thubten Gyatsho eine Erklärung verbreiten, die häufig als tibetische Unabhängigkeitserklärung gewertet wird, aber auch seinen eigenen Machtanspruch zum Ausdruck bringt. Diese Unabhängigkeitserklärung gilt als Schlüsselpunkt in der Tibetfrage. Die Republik China übte zwar ab 1912 de facto keine Souveränität mehr über Tibet aus, aber sie war dennoch bemüht, Tibet unter einem chinesischen Nationalstaat zu vereinen und erkannte Thubten Gyatshos Erklärung nicht an. 
Auf Anregung des Briten Charles Alfred Bell, der 1921 etwa ein Jahr lang selbst in Lhasa weilte, bemühte sich Thubten Gyatsho, Tibet mit Attributen einer eigenen Staatlichkeit auszustatten und in einigen Bereichen eine Modernisierung nach britischem Vorbild einzuleiten. Unter anderem wurde ein nationales Steuersystem eingeführt und eine Polizei geschaffen. Die Todesstrafe wurde abgeschafft, die Lebensbedingungen in den Gefängnissen verbessert und die körperliche Züchtigung wurde reduziert. 
Das Hauptaugenmerk des 13. Dalai Lamas galt aber dem Aufbau einer modernen Armee, die er sich viel kosten ließ, was zu einer drastischen Erhöhung der erhobenen Steuern und Abgaben führte. Diese Armee und eine neu geschaffene Polizeitruppe unter dem Befehl des Sikkimesen Laden-la, sollten Thubten Gyatsho als Machtbasis gegenüber den verbliebenen politischen Gegnern dienen. Ein weiterer Zweck der modernen Armee war die erstrebte Ausdehnung des von Lhasa kontrollierten Territoriums nach Osten. Hier gab es immer wieder Gefechte mit chinesischen Truppen und einen wechselnden Grenzverlauf. Unterstützung erfuhr die Armee des Dalai Lama auch hier durch die Briten. 
1924 entwickelte sich das Militär jedoch plötzlich zu einer Bedrohung für Thubten Gyatsho selbst: Offiziere erwogen einen Putsch zur Entmachtung des Dalai Lamas. Obwohl die Konfrontation glimpflich verlief, war Thubten Gyatsho nunmehr darauf bedacht, das Militär zu schwächen. Gleichzeitig suchte Thubten Gyatsho wieder die Gunst der konservativsten Mönchskreise. 
Fünf Tage nachdem er an einem zunächst für banal gehaltenen Leiden erkrankt war, starb der 13. Dalai Lama am 17. Dezember 1933 im Alter von 58 Jahren. Einen Nachfolger hatte er nicht bestimmt. Sein Tod kam überraschend, so dass geargwöhnt wurde, es sei Gift im Spiel gewesen. Die Suche nach einem Schuldigen wurde zum Auftakt eines erbitterten Kampfes um die Nachfolge.
Zum 14. Dalai Lama Tenzin Gyatso:

## Liste der Dalai Lamas
|     | Bild | Name                    | Lebenszeit | Regierungszeit | Tibetisch         | Umschrift nach Wylie            | Offizielle Transkription der VRCh | Regenten                                                                                     |
| --- | ---- | ----------------------- | ---------- | -------------- | ----------------- | ------------------------------- | --------------------------------- | -------------------------------------------------------------------------------------------- |
| 1.  |      | Gendün Drub             | 1391–1475  | —              | དགེ་འདུན་གྲུབ         | dge ‘dun grub                   | Gêdün Chub                        |                                                                                              |
| 2.  |      | Gendün Gyatsho          | 1475–1542  | —              | དགེ་འདུན་རྒྱ་མཚོ       | dge ‘dun rgya mtsho             | Gêdün Gyaco                       |                                                                                              |
| 3.  |      | Sönam Gyatsho           | 1543–1588  | —              | བསོད་ནམས་རྒྱ་མཚོ      | bsod nams rgya mtsho            | Soinam Gyaco                      |                                                                                              |
| 4.  |      | Yönten Gyatsho          | 1589–1617  | —              | ཡོན་ཏན་རྒྱ་མཚོ        | yon tan rgya mtsho              | Yoindain Gyaco                    |                                                                                              |
| 5.  |      | Ngawang Lobsang Gyatsho | 1617–1682  | 1642–1682      | ངག་དབང་བློ་བཟང་རྒྱ་མཚོ | ngag dbang blo bzang rgya mtsho | Lobsang Gyaco                     | Sönam Chöphel (1642–1658) Thrinle Gyatsho (1660–1668) Sanggye Gyatsho (1679–1702)            |
| 6.  |      | Tshangyang Gyatsho      | 1683–1706  | —              | ཚངས་དབྱངས་རྒྱ་མཚོ     | tshangs dbyangs rgya mtsho      | Cangjang Gyaco                    |                                                                                              |
| 7.  |      | Kelsang Gyatsho         | 1708–1757  | 1751–1757      | བསྐལ་བཟང་ རྒྱ་མཚ     | skal bzang rgya mtsho           | Gaisang Gyaco                     | Tagtsepa (1717–1720) Khangchenne (1721–1727) Pholhane (1728–1747) Gyurme Namgyel (1747–1750) |
| 8.  |      | Jampel Gyatsho          | 1758–1804  | 1781–1788      | འཇམ་དཔལ་རྒྱ་མཚོ      | jam dpal rgya mtsho             | Qambê Gyaco                       | Demo I. (1757–1777) Tsemoling I. (1777–1786) Kundeling I. (ཀུན་བདེ་གླིང་, 1789–1810)             |
| 9.  |      | Lungtog Gyatsho         | 1805–1815  | —              | ལུང་རྟོགས་རྒྱ་མཚོ       | lung rtogs rgya mtsho           | Lungdog Gyaco                     | Demo II. (དེ་མོ་, 1811–1819)                                                                   |
| 10. |      | Tshülthrim Gyatsho      | 1816–1837  | —              | ཚུལ་ཁྲིམས་རྒྱ་མཚོ       | tshul khrims rgya mtsho         | Cüchim Gyaco                      | Tsemoling II. (ཚེ་སྨོན་གླིང་, 1819–1844)                                                          |
| 11. |      | Khedrub Gyatsho         | 1838–1856  | —              | མཁས་གྲུབ་རྒྱ་མཚོ       | mkhas grub rgya mtsho           | Khaichub Gyaco                    | Reting I. (རྭ་སྒྲེང་, 1845–1862)                                                                 |
| 12. |      | Thrinle Gyatsho         | 1857–1875  | —              | འཕྲིན་ལས་རྒྱ་མཚོ       | ‘phrin las rgya mtsho           | Chinlai Gyaco                     | Shatra (བཤད་སྒྲ་, 1862–1864) Ditru (སྡེ་དྲུག་, 1864–1872)                                          |
| 13. |      | Thubten Gyatsho         | 1876–1933  | 1895–1933      | ཐུབ་བསྟན་རྒྱ་མཚོ་      | thub bstan rgya mtsho           | Tubdain Gyaco                     | Kundeling II. (ཀུན་བདེ་གླིང་, 1875–1886) Demo III. (1886–1895)                                   |
| 14. |      | Tenzin Gyatso           | seit 1935  | 1950–1959      | བསྟན་འཛིན་རྒྱ་མཚ      | bstan ’dzin rgya mtsho          | Dainzin Gyaco                     | Reting II. (1934–1941) Taktra (1941–1950)                                                    |

Anmerkungen
1. ↑  Siehe auch: Liste tibetischer Namen und Titel.
2. 1 2  Dem ersten und dem zweiten Dalai Lama wurde der Titel postum verliehen.
3. ↑  Der neunte Dalai Lama wurde zwar offiziell inthronisiert, regierte jedoch nicht selbst.
4. ↑  Ab 1959 tibetische Exilregierung.

### Deutsch
- Roland Barraux: Die Geschichte der Dalai Lamas. Göttliches Mitleid und irdische Politik. Komet, Frechen 2000, ISBN 3-933366-62-3.
- Martin Brauen (Hrsg.): Die Dalai Lamas. Tibets Reinkarnationen des Bodhisattva Avalokiteshvara. Völkerkundemuseum der Universität Zürich, Arnoldsche Verlagsanstalt, Stuttgart 2005, ISBN 3-89790-219-2.
- Michael von Brück: Religion und Politik im tibetischen Buddhismus. Kösel, München 1999, ISBN 3-466-20445-3.
- Colin Goldner: Dalai Lama – Fall eines Gottkönigs. Alibri Aschaffenburg, 1999
- Karl-Heinz Golzio, Pietro Bandini: Die vierzehn Wiedergeburten des Dalai Lama. O. W. Barth Bei Scherz, 2002, ISBN 3-502-61002-9.
- Andreas Gruschke: Dalai Lama. Diederichs, Kreuzlingen/München 2003, ISBN 3-7205-2461-2.
- Dalai Lama, H. Cutler: Die Regeln des Glücks. Bergisch Gladbach 1999.
- Dalai Lama: Mitgefühl und Weisheit, Ein Gespräch mit Felizitas von Schönborn, Mit einem Vorwort des chinesischen Dissidenten Wei Jingsheng, Diogenes Verlag AG, Zürich 2004, ISBN 3-257-06397-0.
- Günther Schulemann: Die Geschichte der Dalai Lamas. Harrassowitz, Leipzig 1958.
- Alexander Norman: Das geheime Leben der Dalai Lamas. Lübbe, 2007, ISBN 978-3-7857-2284-8.
- Dalai Lama: Die Dzogchen-Meditation. Empathie als Schlüssel zur Großen Vollkommenheit. Anaconda, 2025, ISBN 9783730614914.

### Englisch
- Yá Hánzhāng 牙含章: The Biographies of the Dalai Lamas. Foreign Languages Press, Beijing 1993, ISBN 7-119-01267-3 (Originaltitel: Dálài Lǎmá chuán 达赖喇嘛传).
- Dung-dkar blo-bzang 'phrim-las: The Merging of Religious and Secular Rule of Tibet. Foreign Languages Press, Beijing 1993, ISBN 7-119-00672-X.
- Leonard W. J. van der Kuijp: The Dalai Lamas and the Origins of Reincarnate Lamas. In: M. Brauen (Hrsg.): The Dalai Lamas: a Visual History. Serindia, Chicago 2005, S. 5–34. (Online; PDF; 3,4 MB).
- Alexander Norman: The Dalai Lama: An Extraordinary Life. Houghton Mifflin, Boston 2020, ISBN 978-0-544-41658-1.